# 扉の影に誰かいる
『扉の影に誰かいる』（Quelqu'un derrière la porte）は、ジャック・ロベールの小説、およびそれを原作としたフランス映画。

## 物語
精神科医のローレンスは、妻のフランシスの不倫に悩んでいた。何とかして妻との愛を取り戻そうと考えていた矢先、ローレンスの勤め先の病院に、流れ者の男が連れこまれる。男は記憶障害を患っており、自身の過去や身の上一切を何も覚えていない。ローレンスは、一計を案じてその男を治療という名目で、自らの自宅へ連れて行く。ジュースに精神安定剤を混入させ、男を眠らせたローレンスは、外出する妻を見送ると、さっそく連れ込んだ男にローレンス自身のプロフィールを自分の記憶だ、と信じ込ませ不倫相手ポール・ダミアンという男を、なんとこの男の手によって殺害させてしまおうという完全犯罪を目論む。やがて、ダミアン宛に電報を打たせ、自宅に出向くよう仕向けたローレンスの計画は完璧に遂行されるはずだったのだが……。

## 映画
1971年8月に日本公開。ジャンルは、サスペンス、ラブロマンス、ミステリー。
キャスト
※括弧内は日本語吹替（TBS版：初回放映1976年11月29日)
- 記憶喪失の男：チャールズ・ブロンソン（森山周一郎）
- ローレンス・ジェフリーズ：アンソニー・パーキンス（西沢利明）
- フランシス・ジェフリーズ：ジル・アイアランド（沢田敏子）
- ポール・ダミアン：アンリ・ガルサン（寺島幹夫）

備考
主演は、当時ヨーロッパに流れていたものの、キャリアにおいては絶頂期だったブロンソン。肉体派アクションスターとして君臨していたが、この作品では苛烈なアクションを抑制し、記憶喪失に陥っている謎めいた男を演じ、演技派俳優への新境地を見せた。妻・アイアランドも出演。

## テレビドラマ
『情事の報酬』のタイトルで、1984年5月1日に日本テレビ「火曜サスペンス劇場」枠で放送。
記憶喪失の男を演じた木之元亮は、本作中で「太陽にほえろ!」出演前から伸ばしていたトレードマークの髭を剃り落とした。
スタッフ
- 企画：小坂敬、山本時雄
- プロデューサー：山口剛、黒澤満、伊地知啓
- 原作：ジャック・ロベール「扉の影に誰かいる」
- 脚本：加藤彰
- 音楽：木森敏之
- 音楽監督：鈴木清司
- 監督：村川透
- 製作：日本テレビ、セントラル・アーツ

キャスト
- 伊集院隆：高橋幸治
- 大熊幸男：木之元亮
- 白須四郎：村上弘明
- 高沢英亮：御木本伸介
- 高沢より子：梶三和子
- 西条真知子：竹井みどり
- 二宮刑事：山西道広
- 安部刑事：草薙幸二郎
- 伊集院礼子：佐藤友美